# Retzin (Ramin)
Retzin ist ein Ortsteil der Gemeinde Ramin des Amtes Löcknitz-Penkun im Landkreis Vorpommern-Greifswald in Mecklenburg-Vorpommern.

## Geographie
Der Ort liegt zwei Kilometer westlich von Ramin und sechs Kilometer südöstlich von Löcknitz am Ostrand des Randowbruchs. Die Nachbarorte sind Ausbau im Norden, Schmagerow im Nordosten, Ramin im Osten, Sonnenberg im Südosten, Glasow im Süden, Woddow im Südwesten, Wollschow und Menkin im Westen sowie Bergholz und Bergholzer Mühle im Nordwesten.

## Geschichte
Die frühgotische Feldsteinkirche stammt aus dem 13. Jahrhundert. Am 1. Juli 1950 wurde Retzin nach Ramin eingemeindet. Das alte Kopfsteinpflaster wurde 1985 mit einer Betonstraße überdeckt. Die Retziner Straße von Retzin nach Löcknitz bestand bis 1991 ebenfalls aus einer 2,5 m breiten Feldsteinpflasterung. Sie wurde bis 1992 durch eine breitere Asphaltstraße ersetzt.